# Тънкоклюно какаду
Тънкоклюното какаду (Cacatua pastinator) е вид птица от семейство Какадута (Cacatuidae).

## Разпространение
Видът е разпространен в Австралия.